# Ветерана (Асти)
Ветерана је насеље у Италији у округу Асти, региону Пијемонт.
Према процени из 2011. у насељу је живело 8 становника. Насеље се налази на надморској висини од 110 м.